# Berliner (film)
Berliner este un film românesc din 2020 regizat de Marian Crișan. Este cel de-al patrulea lungmetraj al regizorului Marian Crișan, după Morgen, Rocker și Orizont. Scenariul este semnat de Marian Crișan și Gabriel Andronache, iar imaginea de Oleg Mutu. A avut premiera la cea de-a 42-a ediție a Festivalului Internațional de film de la Moscova (MIFF) care a avut loc între 1 și 8 octombrie 2020, unul dintre cele mai vechi festivaluri de film din lume.
Titlul filmului vine de la sintagma „Ich bin ein Berliner”, din faimosul discurs anti-comunist al lui John F. Kennedy, ținut în Berlinul de Vest, în vara anului 1963.

## Rezumat
Filmul îl prezintă pe Silvestru Mocanu, un politician în plină campanie pentru un loc în Parlamentul European, care rămâne blocat la Salonta, un orășel de provincie. El este găzduit de Viorel, un cetățean obișnuit, tractorist de meserie, în casa sa, de unde politicianul își va continua campania electorală, punând la cale un plan cameleonic.

## Distribuție
- Ion Sapdaru în rolul Silvestru Mocanu
- Ovidiu Crișan în rolul Viorel
- Ioana Chițu în rolul Mirela
- Sorin Cocis
- George Dometi
- Petru Ghimbășan

## Producția
Lungmetrajul a fost filmat la Salonta, orașul natal al regizorului Marian Crișan.

## Premii și nominalizări
Filmul a câștigat premiul „Keen Eye” acordat de Russian Cinema Club Federation, la cea de-a 42-a ediție a Festivalului internațional de Film de la Moscova.